# John Tuneld (ingenjör)
John Axel Tuneld, född den 13 maj 1872 i Malmö, död den 30 juni 1947 i Lund, var en svensk ingenjör. Han var bror till Ebbe Tuneld och far till John, Björn och Alf Tuneld.
Tuneld avlade studentexamen 1891 och avgångsexamen från Malmö tekniska skola 1892. Han bedrev studier vid tekniska högskolan i Charlottenburg 1892–1894 och juridiska studier vid Berlins universitet 1896–1897. Tuneld var konstruktör vid Carl Hoppes mekaniska verkstad 1894–1895, överingenjör där 1898–1902 och vid August Borsigs mekaniska verkstad i Berlin-Tegel 1903–1905. Han var chef för Ludvigsbergs mekaniska verkstad i Stockholm 1905–1908 och konsultingenjör i Stockholm 1908–1910. Tuneld var delägare och direktionsledamot i aktiebolaget Vulcan i Åbo och Sankt Petersburg 1910–1917, grundare av firman Holmström & Tuneld i Sankt Petersburg 1912, chef där 1912–1917, uppförde Tunelds mekaniska verkstad i Petrograd 1915–1916, var ägare och chef där till konfiskationen i december 1920, arrendator av statens mekaniska verkstad i Leningrad 1925–1930  och konsulterande ingenjör i Leningrad 1930–1935. Han innehade därefter anställning vid Svenska akademiens ordboksarbete som räkenskapsförare med mera. Tuneld blev riddare av Vasaorden 1922. Han vilar på Sankt Pauli norra kyrkogård i Malmö.